# 蘇花公路改善計畫

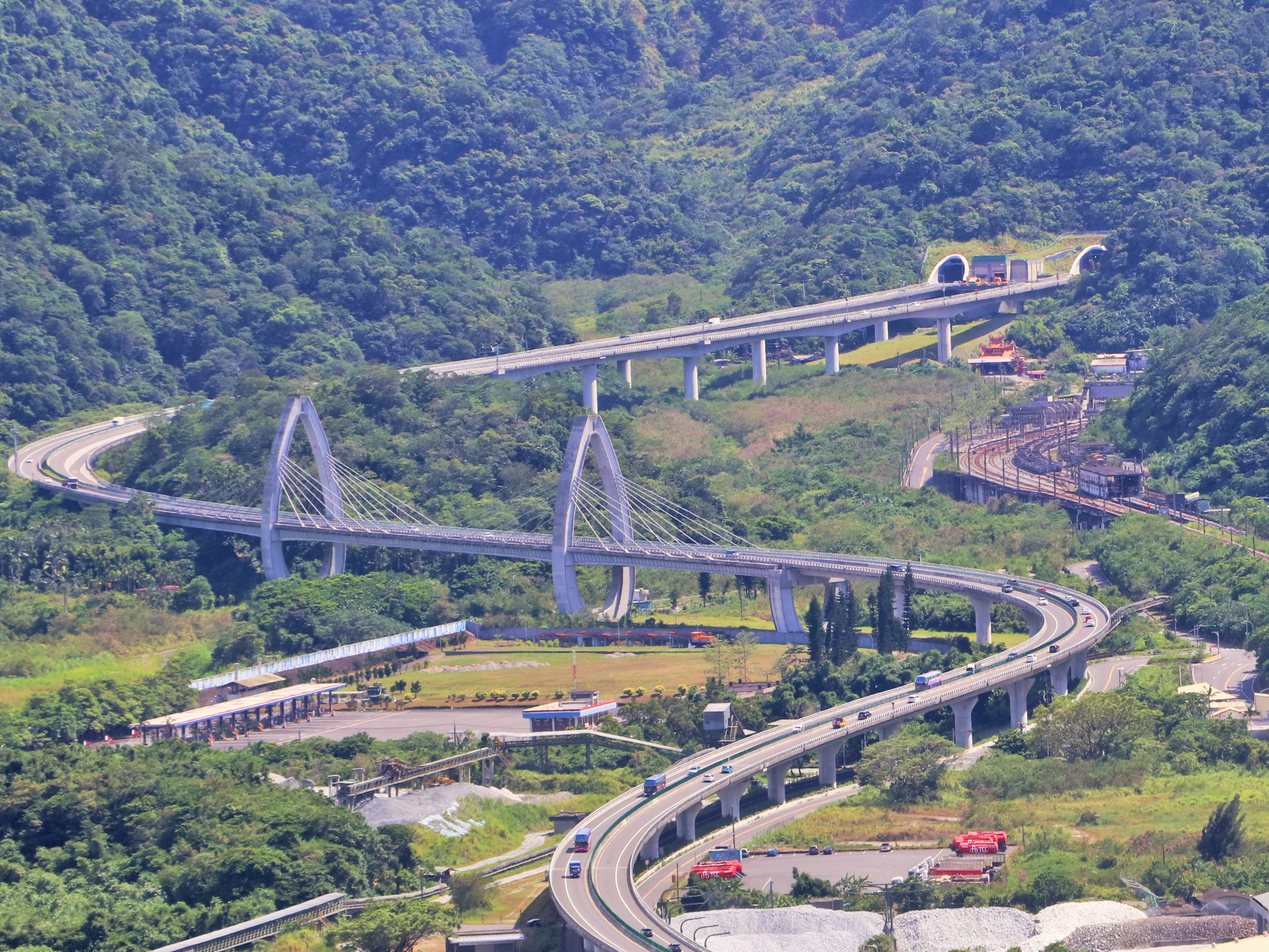
白米橋及東澳隧道

蘇花公路改善計畫，正式名稱為臺9線蘇花公路山區路段改善計畫，簡稱蘇花改、新臺9線，實施路段為臺9線蘇澳至大清水，原路段全長約70公里，其中斷斷續續建設了長度38公里的橋隧道路。
臺灣東部的聯外道路蘇花公路在開闢以來，一直未能維持長期穩定的安全度，交通部公路總局因而提出此改善計畫，以根本性的提升蘇花公路服務品質。自2010年蘇花公路遊覽車事故後，加速通過環境影響評估，於2011年1月29日開始動工。公路總局為回應民意「安全回家的路」訴求，基於花東環境保育及社會公平之精神，建構於強化路線抗災維生性及運輸安全服務性，蘇花改計畫的目標為改善蘇花公路的安全性與可靠度，而非提升蘇花路廊公路運輸量。其中蘇澳－東澳段已於2018年2月5日通車，而南澳－和平段及和中－大清水段已於2020年1月6日通車，蘇花公路改善計畫總建設經費為新臺幣551.73億元。

## 計畫路線
考量花東環境之敏感性，於區域公共建設及相關配套措施仍需規劃推動之前提，本計畫推動係以安全、可靠運輸服務及強化維生幹道抗災性為目標，以路段災損阻斷及交通肇事頻率高路段進行改善，改善工程採雙向兩車道規劃為原則。
本計畫改善路段計有：
- 蘇澳－東澳段：道路線形不佳為易肇事路段。
- 南澳－和平段：落石坍方頻繁。
- 和中－大清水段：路基狹窄且常有落石坍方。
- 改善長度38.8公里，計8座隧道（24.5公里）[5]、橋梁（8.5公里）、平面道路（5.8公里）、交控中心1處（南澳交控中心）。

維持現有公路通行路段：
- 東澳－南澳段：局部路段已進行彎道改善，並持續辦理現有路段改善[6]，已納入蘇花公路安全提升計畫評估。
- 和平－和中段：本路段146~149K處為易落石區與地質敏感區[7][8][9]，已納入蘇花公路安全提升計畫評估。
- 大清水－崇德段：清水斷崖路段坍方頻傳，已納入蘇花公路安全提升計畫評估。

## 規劃內容
- 原則：
  - 以提高公路安全及抗災能力為目標，不同路段採取不同改善方案，研擬出工程規模最適當的方案。
- 標準：
  - 一般省道雙車道標準，最高設計速率時速40～60公里。
  - 部份路段為封閉式快速道路形式，除仁水隧道有機慢車道外其他路段都禁止機慢車行駛，最高設計速率時速60～80公里[10]。
- 目前狀況
  - 道路最高限速70公里與最低速限50公里（仁水隧道為最高速限50~60公里），定位為安全道路，故配置雙向二車道，有救援路肩，單向路寬7.8公尺，大於雪山隧道單向二車道7.5公尺[11]。
  - 2020年清明連假期間試辦台9線南澳－和平段提速計畫，從武塔隧道北口至和平溪橋雙向約16公里，速限從原先時速60公里提升至70公里，並設置最低速限為時速50公里[12]。
  - 2020年6月20日起，正式將最高速限提升至70公里，有調整速限的路段：蘇澳－東澳段（104k+980至112k+960）、南澳－和平段（125k+576～143k+802）、和中－大清水段（149k+145～154k+854），上述路段亦新增最低速限時速50公里的規定。[13]
  - 2023年2月18日起，仁水隧道最高速限從原先50公里提高至60公里（隧道兩端洞口路段250公尺處維持原速限50公里）。[14]

- 未來
  - 國道五號將規劃自末端延伸至東澳隧道北口的永樂高架橋處銜接蘇花改，路線長度約7公里，所需經費初估近200億元[15]，以國道基金建設並擬用系統交流道連結[16]，採雙向2車道配置[17]。2021年2月，國5直通蘇花改可行性研究出爐，新闢國道聯絡道接往蘇花改永樂高架橋，工期約5年半，長度約7.1公里，預估耗資178.05億元，屆時設計時速約80公里；優點是不但中間避開地質敏感區，新闢路廊將設置5個隧道，可避免對環境和生態造成衝擊及環境破壞比較小；因為國道基金所做的建設須自負盈虧而將設ETC門架收費，預估假日時段從國5到蘇花改可至少省20分鐘[18]，暫定2032年與蘇花安一起竣工[19]。
  - 國五銜接蘇花改（永樂高架橋）後，除了白米背脊橋~蘇澳隧道路段維持雙向二車道外，其它路段可視交通量開放雙向四車道規格。[20]
  - 蘇花改未興建路段如南澳－東澳、和平－和中、和仁－崇德等路段，中華民國交通部再耗費約820億元[21]，推動「蘇花公路安全提升計畫（簡稱蘇花安）」[22]，規劃長度約29.9公里，分為長約9.3公里的東澳~南澳段，長約5.5公里的和平~和中段，以及長約15.1公里的和仁~崇德段。可行性研究已於2019年12月20日獲得行政院同意，並在2024年7月通過環境影響評估，計畫2025年開始動工，目標於2032年底前竣工通車。[23][24]

## 推動時程
| - 2009年 - 11月26日，專家學者深度座談（臺北）。 - 12月18日，專家學者深度座談（花蓮）。 - 2010年 - 1月18日，民眾說明會（宜蘭縣南澳鄉）。 - 1月19日，環保署「臺9線蘇花公路山區路段改善計畫環境影響諮詢會議」。 - 1月20日，民眾說明會（花蓮縣政府）。 - 1月21日，民眾說明會（花蓮縣秀林鄉和平村）。 - 2月24日，行政院核示原則同意蘇花改可行性研究報告。 - 6月25日，蘇花改環境影響評估計劃說明會（花蓮縣和平村）。 - 6月26日，蘇花改環境影響評估計劃說明會（宜蘭縣南澳鄉）。 - 8月20日，環保署蘇花改環境現況調查及環境影響預測諮詢會。 - 8月30日，蘇花改環境影響評估計劃說明會（宜蘭縣蘇澳鎮）。 - 9月7日，民間團體溝通會議。 - 9月15日，民間團體溝通會議。 - 9月17日，環保署蘇花改環境影響說明書預審會。 - 9月28日，交通部核轉蘇花改環境影響說明書至環保署。 - 10月4日，民間團體溝通會議。 - 10月13日，環保署召開蘇花改環境影響說明書現勘。 - 10月18日，於環保署召開「臺9線蘇花公路山區路段改善計畫環境影響說明書」專案小組初審會。 - 10月21日，發生2010年蘇花公路遊覽車事故，此後加速通過環評開工進度。 - 11月1日，於環保署召開「臺9線蘇花公路山區路段改善計畫環境影響說明書」專案小組第2次初審會。 - 11月7日，於環保署召開「臺9線蘇花公路山區路段改善計畫環境影響說明書」專案小組第2次初審會確認會。 - 11月9日，於環保署召開第200次環境影響評估委員會，決議：本案有條件通過環境影響評估審查。 - 12月13日，經建會委員會議討論通過「臺9線蘇花公路山區路段改善計畫」（即蘇花改）建設計畫案,計畫期程自2010年至2017年，概估總經費需求新臺幣492億元，將由中央編列公務預算支應。 - 2011年 - 1月21日，提送「臺9線蘇花公路山區路段改善計畫環境影響說明書（定稿本）」至環保署核備。 - 1月28日，「臺9線蘇花公路山區路段改善計畫環境影響說明書（定稿本）」環保署同意備查。 - 1月29日，蘇花改計畫優先標「和平路段橋樑工程」動土，全長38.4公里，總經費新臺幣492億元，預計2017年通車。 - 12月23日，行政院公共工程委員會審定蘇花改「蘇澳～東澳段A3標東澳東岳段新建工程」及「和中～大清水段C1標中仁隧道新建工程」。 - 2012年，蘇花改工程改善路段計有「蘇澳－東澳段」、「南澳－和平段」、「和中－大清水段」3個路段，其中「南澳－和平段」已於2011年1月29日開工，加上工程會於23日審定的兩個工程標，其中「蘇澳－東澳段」A3標預定於2012年1月公告招標，2015年7月完工，「和中－大清水段」C1標預定於2012年1月公告招標，2016年4月完工，屆時蘇花改3個路段將進入全線同時發包施工的高峰期。 - 2015年 - 4月11日，武塔隧道南下全線貫通。 - 5月25日，武塔隧道北上全線貫通。 - 10月29日，東岳隧道南下全線貫通。 - 11月14日，觀音隧道北上全線貫通。 - 12月9日，蘇澳隧道南下全線貫通。 - 2016年 - 1月12日，觀音隧道南下第二工作面貫通。 - 4月26日，東澳隧道北上全線貫通。 - 5月3日，觀音隧道南下全線貫通。 - 6月23日，考古團隊再次發現重要群聚現象，而暫停遺址搶救發掘，且部分民間團體要求現況保留漢本遺址，恐影響蘇花改南澳至和平路段完工時程。 - 6月30日，谷風隧道北上全線貫通。 - 7月7日，東澳隧道南下全線貫通。 - 10月29日，谷風隧道南下全線貫通。 | - 2017年 - 9月30日，配合南澳平交道改善工程完工啟用，先行開放南澳北溪橋，並通車至大南澳陸橋。 - 10月21日，原本分別在2016年6月30日及同年10月29日北上及南下全線貫通，部分路段已完成襯砌的谷風隧道，發生了大規模抽崩，使隧道雙向均被土石覆蓋。 - 2018年 - 2月5日，蘇澳～東澳段完工先行通車，開放小型車通行。 - 5月6日，中仁隧道北上全線貫通。 - 5月7日，蘇澳－東澳段開放大客車通行。 - 5月7日，當日配合大客車通行，增開兩線公車為121、122路行駛於東澳南澳間 - 5月25日，中仁隧道南下全線貫通。 - 7月21日，時任中華民國行政院院長賴清德至宜蘭視察蘇花改，表示行政院於2017年核定「國道五號末端銜接省道台九線（蘇花改）」工程，並在2018年4月評估可行性；蘇花改東澳－南澳段改善工程，也正式進入可行性評估。預估東澳－南澳段通車後可從現在的20－30分鐘的行車時間，縮短只需8分鐘的行車時間。 - 9月30日，谷風隧道再度全線貫通。 - 11月13日，仁水隧道全線貫通，為蘇花改計劃中最後一個貫通的隧道。 - 12月，長約9公里的東澳－南澳段完成委託發包。 - 2019年 - 1月17日，蘇澳－東澳段開放大貨車通行。 - 1月30日，長5.7公里的和平－和中段及長14公里的大清水－崇德段完成資格標審查。 - 2月－3月，交通部公路總局開放「國道客運台北花蓮間直達路線」經營申請。 - 3月初，和平－和中段、大清水－崇德段啟動可行性評估，同時東澳－南澳段提出期初報告。 - 5月，經公路局選出並核定之「北花國道客運」，核定為首都客運、台北客運、統聯客運經營北花國道直達客運，預計將配合蘇花改於2020年春節前通車而上路營運。 - 7月18日，觀音隧道所有工程竣工。 - 10月19日，交通部核定由國光客運及葛瑪蘭客運經營的巿區公車路線，並預計將於年底上路 - 11月1日，中華民國總統蔡英文視察蘇花改仁水隧道最新的工程進度，並宣布已通過可行性研究，行政院已核定及目前正送往國家發展委員會審查中的「蘇花公路安全提升計畫」，（簡稱蘇花安），預計總經費為360億，預計在2022年進行路線設計及動工，並在2030年底前竣工，計劃長度為19.1公里，計劃路段包括長約9.4公里的東澳~南澳段，長約4.8公里的和平~和中段，以及長約4.9公里的和仁－崇德段。 - 12月20日，蘇花公路安全提升計畫可行性研究獲得行政院同意。 - 2020年 - 1月6日下午4點，南澳－和平段及和中－大清水段通車，並開放小客車及大客車通行 - 1月21日，中仁隧道所有工程竣工。 - 2月15日，仁水隧道所有工程竣工。 - 4月24日，谷風隧道所有工程竣工。 - 2021年 - 1月19日上午9點，南澳－和平段及和中－大清水段開放大貨車通行。 - 2月10日，開放大客車於連續假日部分路段之路肩可行駛，需維持行車速限為50公里，並應與前車維持100公尺的安全車距、與左側主線道車輛保持橫向安全間距。 - 9月30日中午12時，試辦大型重型機車可行駛蘇花改全線（除仁水隧道為先前已開放之路段），試辦期間為期6個月。 - 2022年 - 9月1日0時，正式開放大型重型機車可行駛蘇花改全線。 - 2023年 - 2月18日起，仁水隧道最高速限從原先50公里提高至60公里（隧道兩端洞口路段250公尺處維持原速限50公里）。 - 2024年 - 4月3日，花蓮地區發生芮氏規模7.2的大地震，造成和平溪橋發生伸縮縫隆起20公分，其餘路段雖未有災損但亦進行預防性封閉。 - 2025年 - 4月30日，試辦普通重型機車可行駛蘇花改中仁隧道，預計試辦至今10月底。 |

## 公共運輸

### 蘇花改北花國道客運路線
蘇花改全線通車後，有一條北花國道客運路線途徑蘇花改，來往南港－花蓮的行車時間約3.5小時，來往板橋－花蓮的行車時間約4小時，現有的國道客運路線如下：
- 葛瑪蘭客運（1918，2025年6月起行駛[34]）
  - 板橋轉運站－南港轉運站－花蓮轉運站（停靠站點：板橋轉運站、南港轉運站西站、馬賽路、蘇澳鎮立游泳池、蘇澳轉運站、南澳郵局、新城車站、北埔站、花蓮轉運站）

### 途經蘇花改的公車路線
2018年5月7日，國光客運開通蘇澳轉運站-南澳車站的122路線（2020年11月6日起縮短並改終點站為粉鳥林漁港）、大都會客運開通蘇澳轉運站－東澳火車站的121路線（2020年11月1日起取消經蘇花改至東澳車站，路線改為蘇澳-南方澳-羅東）。
2020年1月6日，開通羅東轉運站到花蓮車站的宜蘭縣公車201/201A路線（國光客運及葛瑪蘭客運聯營），2024年3月1日起試辦停駛6個月，目前已實質停駛。
以下為途經蘇花改的市區公車路線:
- 國光客運（東澳線(紫線)，原122）[41]
  - 新馬站－東澳粉鳥林（停靠站點：新馬車站、蘇澳轉運站、東澳車站、東澳灣、粉鳥林）
- 國光客運（東澳線A(紫線)，原122）[41]
  - 新馬站－朝陽漁港（停靠站點：新馬車站、蘇澳轉運站、東澳車站、南澳車站、朝陽漁港）

## 路權演進
開通初期，依據環境影響說明書內容，蘇花公路改善路段定位為區域幹道，係提供穿越性城際客貨車行駛，開放行駛車種包括小型車（小客車、小貨車）、大客車；非管制之大貨車（非管制車輛依道路交通安全規則規定，除超長、超寬、超重、超高、載運危險物品車輛外之車輛）目前可行駛蘇澳至東澳段及南澳至大清水段。
蘇花公路改善路段是國內第一座有長隧道群之省道公路。雖為省道，但交通部卻提出「考量長隧道群有礙駕駛健康」等論點，限制所有類型之機車（含大型重型機車）除仁水隧道之外之通行，因為台灣東部路線選擇不多，僅能行駛較危險且狹窄之舊蘇花公路（台9丁線）路段，遭民眾強烈反抗與不滿。
經機車路權團體兩年多的陳情與交通主管機關多次召開會議下，並由公路主管機關辦理招標，針對「機車通行長隧道條件」委託季鈞管理顧問股份有限公司進行收集資訊、評估、招開公民工作坊，公民工作坊邀請學者專家、大型車工會、路權團體、人民等人參與討論，參與人士並針對此議題發表心得，後於2021年9月30日12時促成試辦大型重型機車通行，中國國民黨籍立法委員葉毓蘭坐上騎士（火花羅）車輛，一同行駛該路段，此次開放Facebook社團《公路邦．公路研究討論區．TwRoadClub》、《台灣機車路權研討社》、PTT批踢踢實業坊《Superbike》板、《Biker》板皆有鄉民討論，被機車路權團體認為是台灣機車路權的重要里程碑，惟仍禁止大型重型機車以外之機車、慢車、自行車、行人進入，因此相關路權權益仍會持續進行協商。
2021年9月30日12時，研議試辦大型重型機車通行，該段為了顧及車流安全，試辦首日共取締52件大型重型機車違規（行駛路肩4件、同車道併駛48件），將分別依道路交通管理處罰條例開罰，宜蘭縣警察局呼籲騎士遵守蘇花改行車管制規定。而試辦滿一個月時，宜蘭警方舉發的879件交通違規案，大型重型機車只占2件。
2022年3月30日，試辦大型重型機車通行預定截止日（新聞媒體公布）。不過，公路總局回復：「次查本次公告實施期間僅公告試辦開始日期無試辦終止日期。有關您留言提及試辦期間至111年3月30止部分，係試辦期間本處辦理通行大型重型機車相關觀測指標之終止日期，非試辦通行之終止日期。」因此目前大型重型機車仍得允許行駛蘇花公路改善路段。
2022年9月1日，交通部決定正式開放大型重型機車通行蘇花改，白牌（普通重型機車）尚未開放，僅限250c.c.以上機車。

## 爭議
- 交通部公路總局以蘇花改的隧道通風為由，多個路段不開放各種形式機車通行，引起部分民眾及機車路權團體（台灣機車路權促進會）的不滿，並質疑公路總局在無客觀專業的科學數據下，設置不合理的禁止通行規定，成為台灣一般省道裡極少數禁止機車行駛的路段。[48]
- 與原蘇花公路路段交會，也沒有另外開闢道路分流而造成斷點；蘇花改與國道五號目前也沒有直接連接，地方擔憂成為瓶頸路段，亦容易造成蘇澳市區塞車。[49][50]
- 2018年7月10日，受瑪莉亞颱風影響，交通部封閉台9丁線（舊蘇花公路），首次開放機車在特定時間由警方前後戒護通行。[51]

## 外部連結
- 公路總局蘇花公路改善工程處 （页面存档备份，存于）